# Franco Modigliani
Franco Modigliani (n. 18 iunie 1918, Roma, Regatul Italiei – d. 25 septembrie 2003, Cambridge, Massachusetts, SUA) a fost un economist american, laureat al Premiului Nobel pentru economie (1985).